# Błogosławieństwa ojcowskie
Błogosławieństwa ojcowskie – w tradycji ruchu świętych w dniach ostatnich (mormonów) praktyka religijna zarezerwowana dla domu rodzinnego.
Wzorowana jest na błogosławieństwach udzielanych potomstwu przez patriarchów i proroków, zarówno tych biblijnych jak i wywiedzionych z Księgi Mormona. W kontekście jej pierwowzorów znalezionych na kartach mormońskich pism świętych wymienia się Adama, Noego, Abrahama, Izaaka, Lehiego, Mosjasza czy Mormona. Wspominana jest również w rozdziale 107. Nauk i Przymierzy. Mowa jest tam o błogosławieństwie udzielonym przez Adama swoim, zgromadzonym w Adam-ondi-Ahman, prawym potomkom. Obrzęd ten miał na tyle duże znaczenie, że zebranym ukazał się z tej okazji sam Bóg.
Zgodnie z mormońską doktryną, by takowe błogosławieństwo było ważne, ojciec musi być ochrzczonym członkiem Kościoła, który otrzymał również Ducha Świętego. Musi być jednocześnie posiadaczem kapłaństwa Melchizedeka, wyższego z dwóch typów kapłaństwa powszechnie występujących w tej wspólnocie religijnej. Spełnienie tych wymogów umożliwia ojcu zwrócenie się do niebios o przewodnictwo i uprawomocnienie jego słów wypowiedzianych w akcie błogosławieństwa. By dokonać samego obrzędu ojciec, kładzie ręce na głowie dziecka i zapewnia je, zarówno werbalnie jak i mocą Ducha Świętego, że błogosławieństwo kochającego rodzica pochodzi z Bożego natchnienia i posiada Bożą aprobatę.
Ojciec może udzielić błogosławieństwa z własnej inicjatywy, na prośbę swych dzieci lub na prośbę swej żony. Nie powinien błogosławieństwa w żaden sposób narzucać, to bowiem naruszałoby bardzo silnie akcentowaną wśród świętych w dniach ostatnich wolną wolę. Nie ma idealnej bądź sugerowanej częstotliwości, z którą błogosławieństwa powinny być udzielane. Zwraca się uwagę, że powinna ona odpowiadać tak indywidualnym potrzebom, jak i pozostawać w harmonii z podszeptami Ducha Świętego. Ojciec brać będzie w tym obrzędzie z większą łatwością w sytuacji, w której jego relacje z dziećmi opierają się na wzajemnej miłości i dobroci. Zalecane jest unikanie sięgania po ów obrzęd przed uprzednim rozwiązaniem czy załagodzeniem sytuacji konfliktowej.
Błogosławieństwo ojcowskie jest zarówno obrzędem dokonywanym na mocy upoważnienia kapłańskiego jak i czynnością zbliżającą do siebie ojca oraz dziecko. Upewnia też matkę w tym, że jej małżonek jest w stanie posługiwać na rzecz rozwoju duchowego dzieci bądź dziecka. Jest symbolicznym przejawem czystej miłości.